# Konstanty Aleksandrowicz (legionista)
Konstanty Aleksandrowicz ps. „Kostek” (ur. 14 września 1882 w Warszawie, zm. 6 września 1918 w Krakowie) – kapitan piechoty Legionów Polskich, działacz niepodległościowy, kawaler Orderu Virtuti Militari, taternik.

## Życiorys
Urodził się 14 września 1882 w Warszawie, w rodzinie Ludwika, przedsiębiorcy i Eleonory. Był bratem Wacława (1884–1926), kapitana Wojska Polskiego i Heleny po mężu Zawrockiej.
Konstanty uczył się w kilku szkołach średnich: w Warszawie, Chełmie, Marianpolu i Piotrkowie Trybunalskim. Wydalany ze szkół za wrogi stosunek do carskich władz szkolnych. Za udział w pracy w tajnych kółkach socjalistycznych młodzieży szkół średnich usunięty został dyscyplinarnie ze szkoły piotrkowskiej. Maturę uzyskał w Mariampolu. Z powodu zaangażowania w ruch socjalistyczny nie został przyjęty na studia. Odbył wtedy roczną służbę wojskową.
Po zakończeniu służby wojskowej zapisał się na Uniwersytet Warszawski, gdzie nadal był związany z ruchem socjalistycznym. W 1905 wyjechał na rok do Pragi, gdzie uczęszczał na politechnikę. W 1907 został aresztowany przez władze carskie i wydalony z Imperium Rosyjskiego. Ponownie powrócił do Pragi i kontynuował studia. Następnie przeniósł się na politechnikę we Lwowie, gdzie w 1908 r. zapisał się do tworzonego wówczas Związku Walki Czynnej. W ZWC ukończył szkołę oficerską.
Po rozpoczęciu I wojny światowej, wziął udział w walkach prowadzonych przez legiony polskie. Walczył w stopniu porucznika, jako dowódca kompanii w 5 pułku piechoty. 1 października 1915 został ciężko ranny w walkach na Wołyniu. 2 lipca 1915 został awansowany na porucznika, a 1 listopada 1916 na kapitana. Został przewieziony do szpitala w Krakowie, gdzie przybywał aż do swej śmierci. Pochowany na cmentarzu Rakowickim.

## Ordery i odznaczenia
- Krzyż Srebrny Orderu Wojskowego Virtuti Militari nr 6459 – pośmiertnie, 17 maja 1922[5][6][7]
- Krzyż Niepodległości – pośmiertnie, 22 grudnia 1931 „za pracę w dziele odzyskania niepodległości”[8]
- Krzyż Walecznych czterokrotnie – pośmiertnie, 1922[9]